# Kosta Nedeljković
Kosta Nedeljković (serbisch kyrillisch: Kоста Недељковић; * 16. Dezember 2005 in Smederevo, Serbien und Montenegro) ist ein serbischer Fußballspieler. Er steht beim Premier-League-Verein Aston Villa unter Vertrag und  spielt derzeit als Leihspieler für RB Leipzig in der Fußball-Bundesliga. Er ist Nationalspieler Serbiens.

## Karriere

### Verein
Der aus der Jugendakademie von Roter Stern Belgrad stammende Nedeljković unterzeichnete im Februar 2021 seinen ersten Profivertrag beim Verein, der später bis Dezember 2022 verlängert wurde. Er spielte bis Januar 2023 in den Jugendmannschaften des Vereins, als er für die die zweite Hälfte der Saison 2022/23 an den serbischen Zweitligisten Grafičar Belgrad verliehen wurde. Nedeljković kam dort regelmäßig zum Einsatz. Er erreichte in einem Spiel gegen FK Zlatibor Čajetina eine Sprintgeschwindigkeit von 36,4 Stundenkilometern, die mit der von Kylian Mbappé oder Achraf Hakimi vergleichbar ist. Nach seiner Rückkehr zu Roter Stern wurde er in die Profimannschaft befördert und kam in der Saison 2023/24 zu 14 Einsätzen in der Liga. Nedeljković absolvierte auch Spiele in der UEFA Champions League.
Am 22. Januar 2024 unterschrieb Nedeljković beim Premier-League-Klub Aston Villa und blieb bis zum Saisonende auf Leihbasis bei Roter Stern. Die Ablösesumme wurde nicht bekannt gegeben, soll sich aber auf rund 8 Millionen Pfund plus Zuschläge belaufen haben. Nedeljković gab sein Premier-League-Debüt als Einwechselspieler am 17. August 2024 beim 2:1-Auftaktsieg gegen West Ham United, kam in der Folgezeit jedoch nur zu vereinzelten Einsätzen. Am 3. Februar 2025 wurde Nedeljković von Aston Villa für den Rest der Bundesligasaison 2024/25 an RB Leipzig ausgeliehen. Der Leihvertrag enthält eine Kaufoption. Im Juli 2025 lieh ihn Leipzig erneut aus.

### Nationalmannschaft
Nedeljković vertrat drei serbische Jugendmannschaften von der U17 bis zur U19. Im Jahr 2023 wurde er eingeladen, mit der serbischen A-Nationalmannschaft zu trainieren, wurde aber nicht bei Spielen eingesetzt.
Am 30. August 2024 erhielt Nedeljković seine erste Berufung in die serbische A-Nationalmannschaft für die anstehenden Spiele der UEFA Nations League 2024/25. Im selben Jahr, am 5. September, gab er sein Debüt in der A-Nationalmannschaft bei einem torlosen Unentschieden in der Nations League gegen Spanien.

## Erfolge
- Serbischer Meister: 2024
- Serbischer Pokalsieger: 2024